# Mohammad Ami-Tehrani
Mohammad Ami-Tehrani, perzsául: محمد عامی تهرانی  (Behsahr, 1935. szeptember 20. – Teherán, 2020. március 15.) világbajnoki bronzérmes iráni súlyemelő.

## Pályafutása
A 75 kg-os súlycsoportban versenyzett. Részt vett az 1960-as római olimpián és a hatodik helyen végzett. Az 1962-es budapesti világbajnokságon bronzérmes lett, majd az 1965-ös teheráni Ázsia-bajnokságon aranyérmet nyert. Az 1966-os Ázsia-játékokon Bangkokban bronzérmet szerzett. 

## Sikerei, díjai
- Világbajnokság – 75 kg
  - bronzérmes: 1962, Budapest
- Ázsia-játékok – 75 kg
  - bronzérmes: 1966, Bangkok
- Ázsia-bajnokság – 75 kg
  - aranyérmes: 1965, Teherán